# Lionel Pussemier
Lionel Marie Ferdinand Pussemier (Gent, 2 juni 1869 - Eeklo, 1 mei 1938) was een Belgisch advocaat en politicus voor de Katholieke Partij.

## Levensloop
Pussemier promoveerde tot doctor in de rechten aan de Katholieke Universiteit Leuven en vestigde zich als advocaat in Eeklo.
Hij werd voor de Katholieke Partij van 1898 tot 1918 provincieraadslid voor Oost-Vlaanderen en van 1901 tot 1918 was hij bestendig afgevaardigde. In 1921 werd hij gemeenteraadslid en burgemeester van Eeklo, twee mandaten die hij uitoefende tot aan zijn dood. Van 1918 tot 1936 zetelde hij voor het arrondissement Gent-Eeklo in de Kamer van volksvertegenwoordigers.
In 1920 diende Pussemier in de Kamer een wetsvoorstel in op het gebruik van de Nederlandse taal in bestuurszaken. Dit leidde tot de taalwet van 31 juli 1921, die het taalgebruik voor het nationaal bestuur, maar ook voor het gemeentelijk en het provinciaal bestuur, regelde.
In Eeklo is de Burg. Lionel Pussemierstraat naar hem genoemd en in Gent is er een Pussemierstraat.